# Myiobius barbatus
La moscareta barbada (Myiobius barbatus), también denominada atrapamoscas bigotudo (en Colombia), mosquero de rabadilla amarilla, mosquerito lomiazufrado (en Ecuador), atrapamoscas barbudo (en Venezuela) o mosquero de lomo azufrado (en Perú), es una especie de ave paseriforme de la familia Onychorhynchidae —aunque situado en Tityridae o en Oxyruncidae dependiendo de la clasificación adoptada—, perteneciente al género Myiobius. Es nativa del norte y del este de América del Sur.

## Distribución y hábitat
Se distribuye por la cuenca del Amazonas y el escudo guayanés, desde el sureste de Colombia, por el sur y este de Venezuela, Guyana, Surinam, Guayana Francesa y norte de Brasil, hacia el sur por el sur de Colombia, este de Ecuador, este de Perú y la casi totalidad de la Amazonia brasileña. Una población en lo largo de la costa oriental de Brasil (desde el sur de Rio Grande do Norte hasta el noreste de Santa Catarina); y otras poblaciones en el centro de Brasil y en el norte de Colombia.
Esta especie es considerada poco común a bastante común en su hábitat natural: el estrato bajo de selvas húmedas tropicales y subtropicales de regiones bajas, por debajo de los 1000 m de altitud.

## Descripción
En promedio mide 12,5 cm de longitud. Las partes superiores son de color oliva, el macho con un parche amarillo poco visible en la corona. La garganta y el pecho y los hombros son oliva grisáceo y, pueden presentar matices ante ocráceo en los ejemplares juveniles; el vientre es amarillo claro. El obispillo presenta un color amarillo azufrado muy notorio y la cola es negra y redondeada.

## Comportamiento
Es una ave del interior del bosque, que frecuentemente acompaña bandadas mixtas; forrajea activamente y con frecuencia haciendo piruetas, sacudiendo la cola y bajando las alas.

### Alimentación
Su dieta principal consiste de insectos.

### Reproducción
Construye un nido en forma de campana cerrada, con entrada lateral en la parte de abajo, colgado de ramas o de salientes de rocas, entre 2 e 14 m de altura, generalmente sobre el agua. La hembra pone dos huevos blancos con manchas marrón.

### Vocalización
Es callado, pero ocasionalmente da un llamado agudo «psik».

## Sistemática

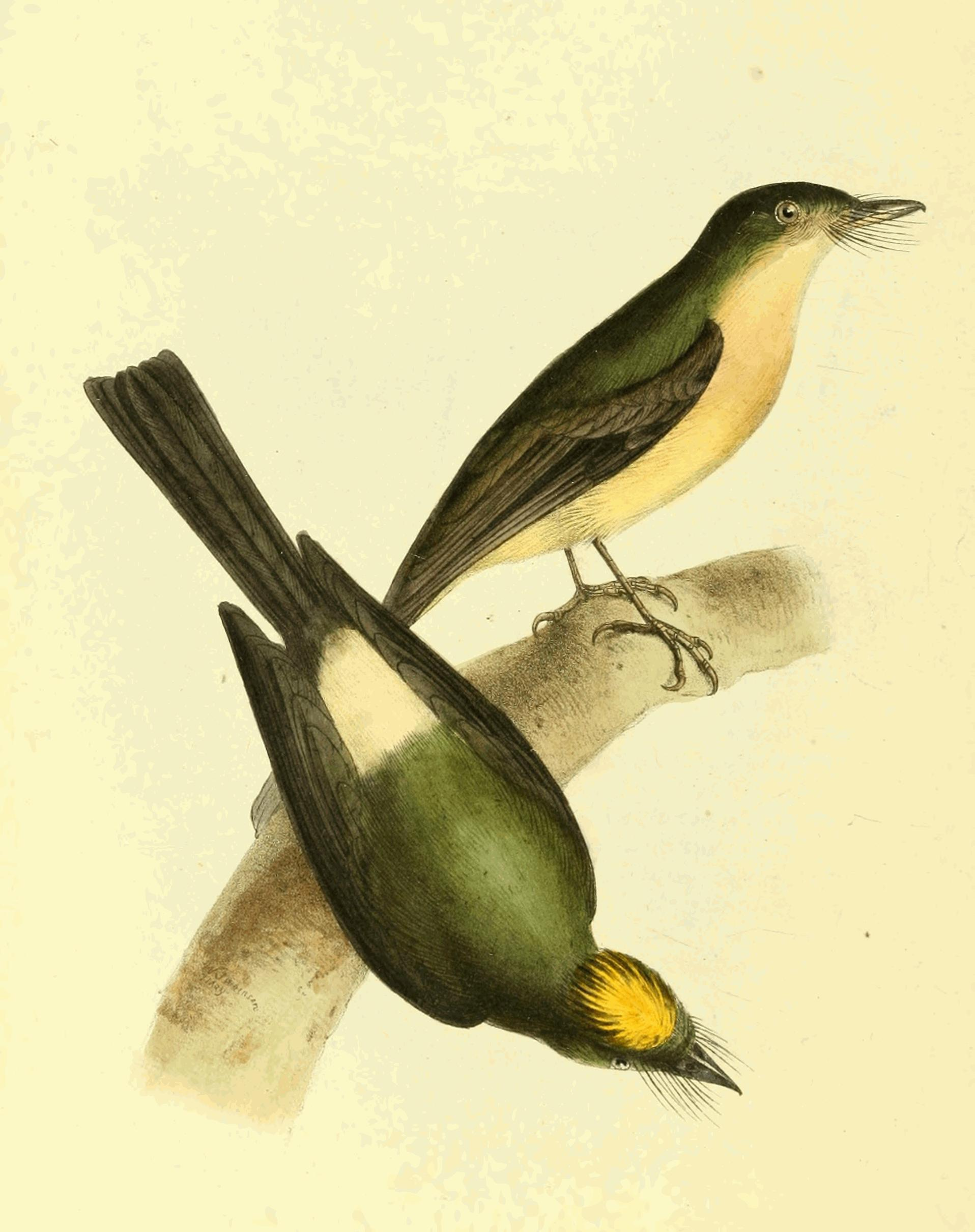
Muscipeta barbata = Myiobius barbatus, ilustración de Swainson en Zoological Illustrations, 1821.

### Descripción original
La especie M. barbatus fue descrita por primera vez por el naturalista alemán Johann Friedrich Gmelin en 1789 bajo el nombre científico Muscicapa barbata; su localidad tipo es: «Cayena, Guayana Francesa».

### Etimología
El nombre genérico masculino «Myiobius» se compone de las palabras del griego «μυια muia, μυιας muias» que significa ‘mosca’ y «βιος bios» que significa ‘sustento’, ‘vida’; y el nombre de la especie «barbatus» en latín significa ‘barbudo’.

### Taxonomía
La subespecie Myiobius barbatus mastacalis, del este y centro de Brasil, es separada por algunos autores, como Ridgely & Tudor (2009), como especie aparte, Myiobius mastacalis, pero no es seguido por las mayores clasificaciones.

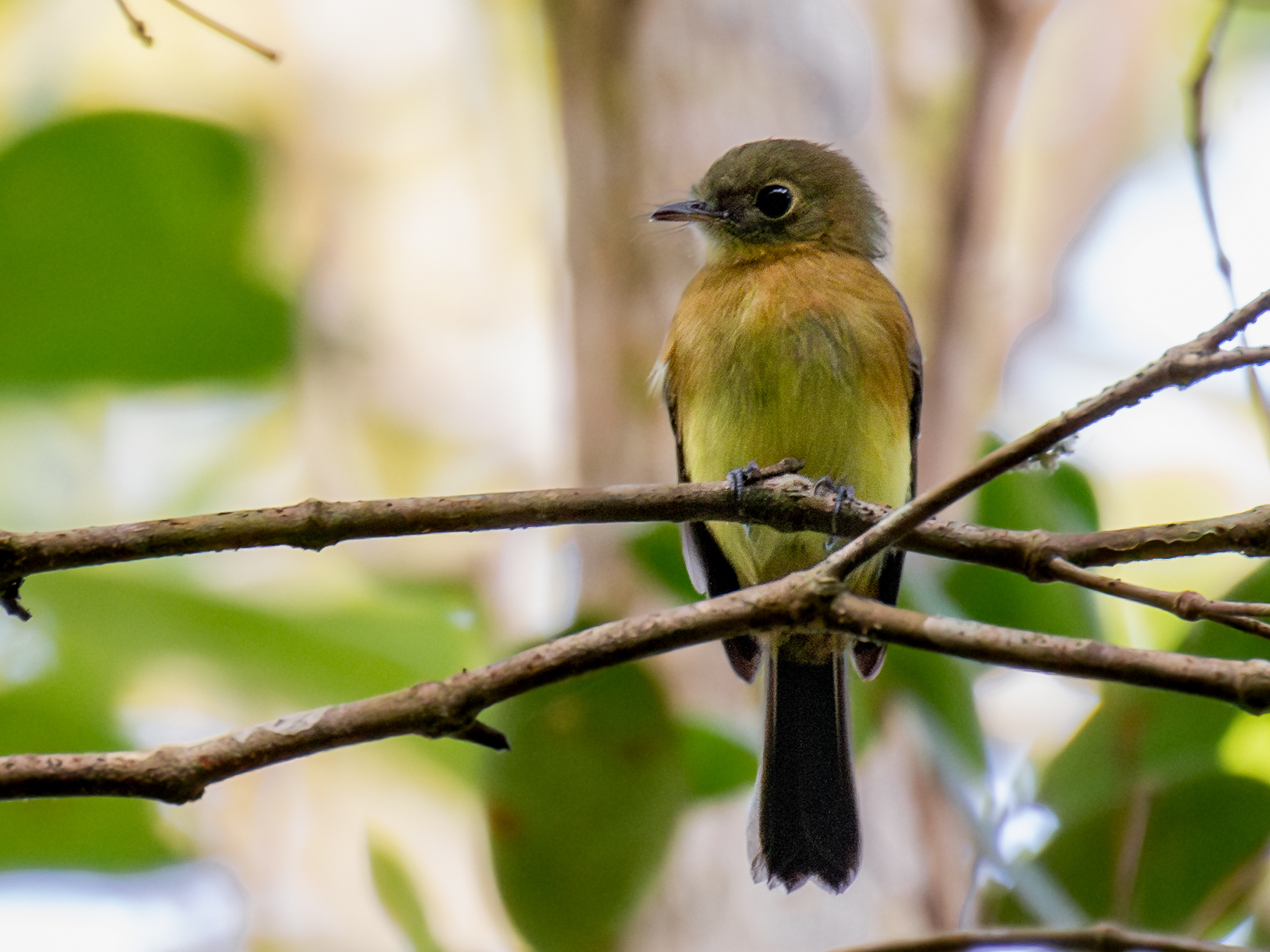
Myiobius barbatus mastacalis, en Bertioga, São Paulo, Brasil.

### Subespecies
Según las clasificaciones del Congreso Ornitológico Internacional (IOC) y Clements Checklist/eBird se reconocen cinco subespecies, con su correspondiente distribución geográfica:
- Grupo politípico barbatus:
  - Myiobius barbatus semiflavus Todd, 1919 – centro oriente de Colombia (región de Nechí en Antioquia).
  - Myiobius barbatus barbatus (Gmelin), 1789 – sureste de Colombia al norte de Perú, sur de Venezuela, las Guayanas y norte de Brasil.
  - Myiobius barbatus amazonicus Todd, 1925 – este de Perú (al sur del río Marañón) hacia el este hasta el río Madeira (Brasil).
  - Myiobius barbatus insignis J.T. Zimmer, 1939 – noreste de Brasil (al sur del río Amazonas desde el río Tapajós hasta Pará).

- Grupo monotípico mastacalis:
  - Myiobius barbatus mastacalis (Wied-Neuwied), 1821 – centro y este de Brasil (desde Río Grande del Norte hasta Santa Catarina).